# Mario Miranda (boxeador)
Mario Miranda Marañón (Barranquilla, 15 de mayo de 1960) es un exboxeador y entrenador colombiano. En 1982 disputó el campeonato mundial pluma del Consejo Mundial de Boxeo ante Juan Laporte. Fue un consumado esgrimista y es considerado el boxeador más taquillero y mejor pagado de la historia del boxeo en Colombia.

## Pelea por el título mundial pluma del CMB
El cetro pluma del Consejo Mundial de Boxeo había quedado vacante a causa de la trágica muerte de su titular, el mexicano Salvador Sánchez, quien debía enfrentarse al retador número uno, el colombiano Miranda. Por esta razón, se enfrentaron por el título vacante Miranda y Juan Laporte el 15 de septiembre de 1982 en el Madison Square Garden de Nueva York, con resultado de triunfo por nocaut técnico en diez asaltos para el púgil boricua. 